# Châtaignier de La Celle-Saint-Cloud
Le châtaignier de la Celle-Saint-Cloud est un châtaignier commun (Castanea sativa), dont l'âge est estimé à 330 ans, qui se trouve place du Général Audran à la Celle-Saint-Cloud (Yvelines) dans le quartier résidentiel de la Châtaigneraie. Cet arbre a remporté le prix du public 2021 dans le cadre du concours de l'Arbre de l'année qui récompense chaque année les plus beaux arbres du patrimoine français. Il avait déjà été élu Arbre de l'année 2021 pour l'Île-de-France.